# Statens Luftfartsvæsen

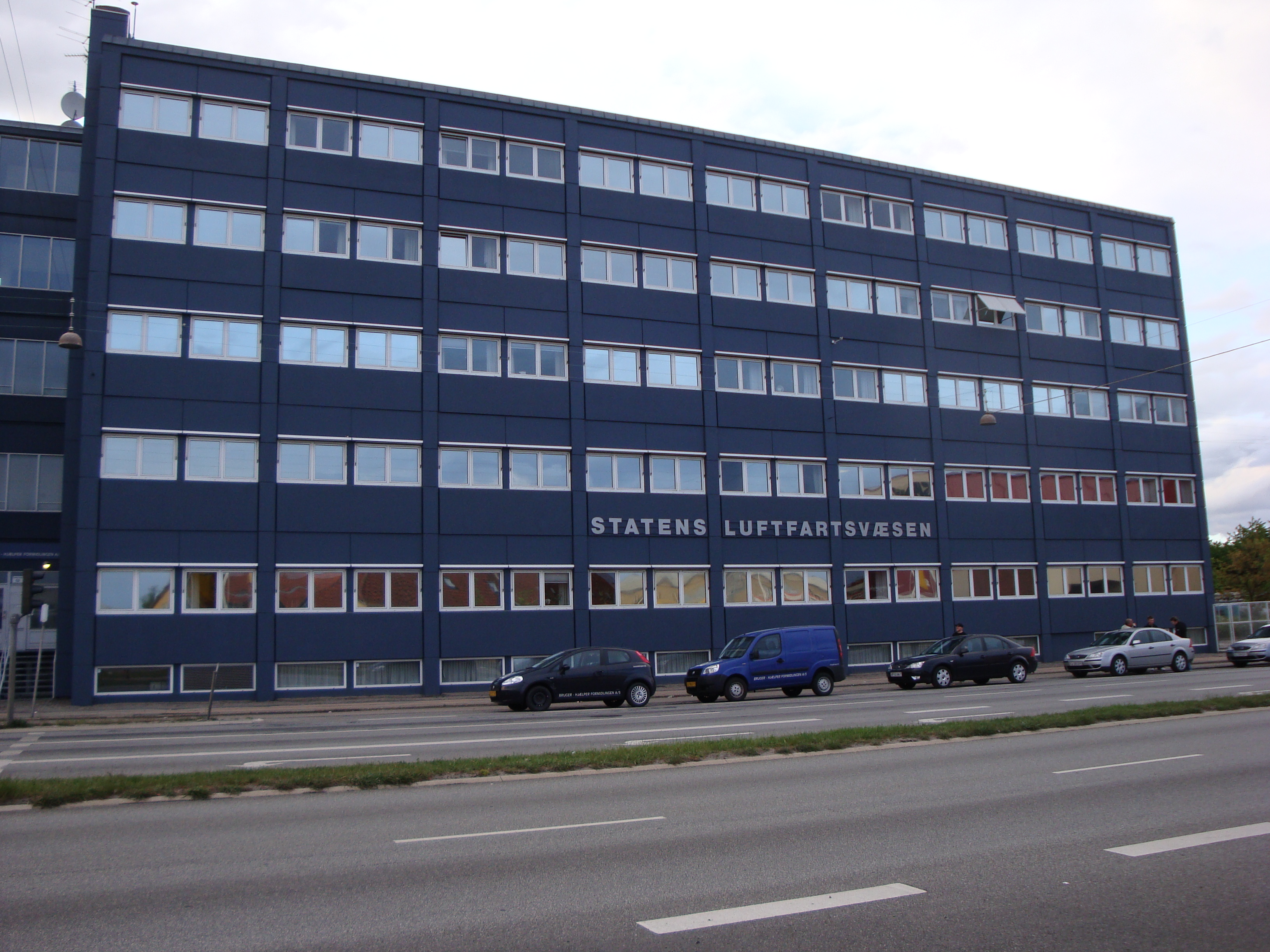
Statens Luftfartsvæsen, Kopenhagen (2009)

Statens Luftfartsvæsen (SLV) (Engels: Danish Civil Aviation Administration, CAA-DK) is de Deense overheidsinstantie die toezicht houdt op de nationale burgerluchtvaart.
Statens Luftfartsvæsen, een onderdeel van het Deense Ministerie van Transport en Energie, is gevestigd in Kopenhagen. De organisatie ziet toe op de naleving van de nationale en internationale voorschriften met betrekking tot de burgerluchtvaart in Denemarken en de daartoe behorende autonome gebieden Groenland en de Faeröer. Tot haar werkterreinen behoren de luchtverkeersleiding, het waarborgen van de technische veiligheid van vliegtuigen, de beveiliging van vliegvelden en de controle op de nakoming van economische regelgeving.
Luchthaven Bornholm wordt als enige luchthaven in Denemarken direct door Statens Luftfartsvæsen aangestuurd.